# Tobias Reichmann
Tobias Reichmann (ur. 27 maja 1988 w Berlinie Wschodnim) – niemiecki piłkarz ręczny, prawoskrzydłowy, od 2017 zawodnik MT Melsungen.
Reprezentant Niemiec, złoty medalista i najlepszy prawoskrzydłowy mistrzostw Europy w Polsce (2016) oraz brązowy medalista igrzysk olimpijskich w Rio de Janeiro (2016). Dwukrotny zwycięzca Ligi Mistrzów z THW Kiel (2009/2010, 2011/2012) oraz jednokrotny z Vive Kielce (2015/2016 – najlepszy strzelec meczu finałowego).

## Kariera klubowa
Początkowo występował w SV Lok Rangsdorf, następnie w LHC Cottbus oraz SC Magdeburg II, dla którego w sezonie 2008/2009 zdobył 102 gole w 24 meczach 2. Bundesligi. W latach 2009–2012 był graczem THW Kiel, z którym dwukrotnie wygrał Ligę Mistrzów, dwukrotnie zdobył mistrzostwo Niemiec i dwukrotnie sięgnął po Puchar Niemiec. W Bundeslidze rozegrał w ciągu trzech sezonów 78 spotkań i rzucił 115 bramek. W sezonach 2012/2013 i 2013/2014 był zawodnikiem HSG Wetzlar, w którego barwach wystąpił w 65 meczach niemieckiej ekstraklasy i zdobył 224 gole.
W latach 2014–2017 reprezentował barwy Vive Kielce, z którym zdobył trzy mistrzostwa Polski i trzy Puchary Polski. W sezonie 2015/2016, w którym rzucił 69 bramek w 19 spotkaniach, wygrał z kieleckim klubem Ligę Mistrzów – w rozegranym 29 maja 2016 meczu finałowym z węgierskim Veszprém (39:38) zdobył dziewięć goli (był najskuteczniejszym graczem Vive). W sezonie 2014/2015, w którym rzucił 26 bramek, zajął z Vive 3. miejsce w Lidze Mistrzów – w decydującym o brązowym medalu meczu z THW Kiel (28:26) zdobył trzy gole. Łącznie w ciągu trzech sezonów rzucił dla kieleckiej drużyny 122 bramki w Lidze Mistrzów. W lidze najwięcej goli zdobył w sezonie 2015/2016 (118 bramek w 26 meczach). W sezonie 2016/2017, w którym rozegrał 21 spotkań i rzucił 87 goli, został wybrany najlepszym zawodnikiem finałów Superligi – w dwóch decydujących o złotym medalu spotkaniach z Wisłą Płock zdobył 12 bramek.
W lipcu 2017 został zawodnikiem MT Melsungen (trzyletni kontrakt podpisał w 2016). W sezonie 2017/2018 rozegrał w Bundeslidze 30 meczów i zdobył 133 gole.

## Kariera reprezentacyjna
W 2008 zdobył srebrny medal mistrzostw Europy U-20 – w turnieju, który odbył się w Rumunii, wystąpił w pięciu meczach i rzucił osiem bramek. W reprezentacji A zadebiutował 22 września 2012 w przegranym meczu z Serbią (31:33), w którym zdobył cztery gole.
W 2013 uczestniczył w mistrzostwach świata w Hiszpanii (5. miejsce), podczas których rzucił sześć bramek w siedmiu meczach. W 2017 wystąpił w mistrzostwach świata we Francji (9. miejsce), w których rozegrał siedem spotkań i zdobył sześć goli.
W 2016 zdobył złoty medal podczas mistrzostw Europy w Polsce. W turnieju tym rozegrał osiem meczów, w których rzucił 46 goli (79% skuteczności), co dało mu 2. miejsce w klasyfikacji najlepszych strzelców. Został także wybrany najlepszym prawoskrzydłowym mistrzostw. Również w 2016 zdobył brązowy medal podczas igrzysk olimpijskich w Rio de Janeiro – w turnieju tym rzucił 41 bramek (82% skuteczności) i zajął 5. miejsce w klasyfikacji najlepszych strzelców.
W 2018 uczestniczył w mistrzostwach Europy w Chorwacji, w których rozegrał sześć meczów i zdobył 11 goli.

## Życie prywatne
W czerwcu 2017 ożenił się ze swoją wieloletnią partnerką Sariną, z którą ma dwoje dzieci.

## Sukcesy
THW Kiel

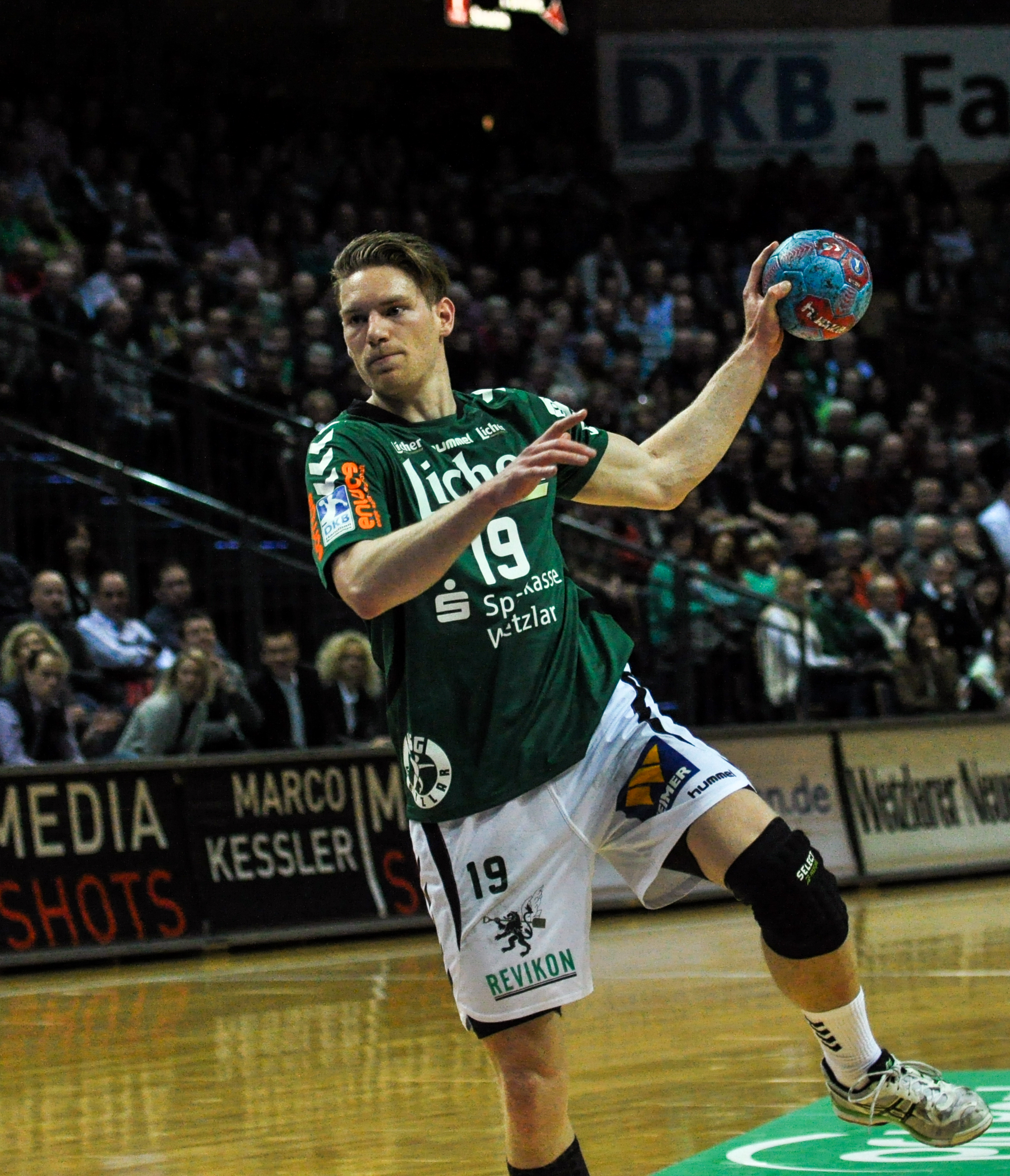
Tobias Reichmann w barwach HSG Wetzlar (2014)

- Liga Mistrzów: 2009/2010, 2011/2012
- Mistrzostwo Niemiec: 2009/2010, 2011/2012
- Puchar Niemiec: 2010/2011, 2011/2012

Vive Kielce
- Liga Mistrzów: 2015/2016
- Mistrzostwo Polski: 2014/2015, 2015/2016, 2016/2017
- Puchar Polski: 2014/2015, 2015/2016, 2016/2017

Reprezentacja Niemiec
- 1. miejsce w mistrzostwach Europy: 2016
- 2. miejsce w mistrzostwach Europy U-20: 2008
- 3. miejsce na igrzyskach olimpijskich: 2016

Indywidualne
- 2. miejsce w klasyfikacji najlepszych strzelców mistrzostw Europy w Polsce w 2016 (46 bramek)[12]
- 5. miejsce w klasyfikacji najlepszych strzelców igrzysk olimpijskich w Rio de Janeiro 2016 (41 bramek)[14]
- Najlepszy prawoskrzydłowy mistrzostw Europy w Polsce w 2016[13]
- Najlepszy zawodnik finałów Superligi w sezonie 2016/2017 (Vive Kielce)[6]